# 密脉九节
密脉九节（学名：Psychotria densa）为茜草科九节属下的一个种。